# Красимира Г'юрова
Красимира Г'юрова (26 жовтня 1953 — 30 березня 2011) — болгарська баскетболістка.
Бронзова призерка Олімпійських ігор 1976 року.